# Ceradocus parkeri
Ceradocus parkeri is een vlokreeftensoort uit de familie van de Maeridae. De wetenschappelijke naam van de soort is voor het eerst geldig gepubliceerd in 1910 door Kunkel.